# Reinserción
Reinserción, reinserción social es el fin de las penas y las instituciones penitenciarias según el concepto del Derecho propio de los sistemas garantistas; extremando las garantías que el Estado de derecho confiere a los derechos de acusados y condenados, más allá de la presunción de inocencia; y coincidiendo con el optimismo antropológico (Sócrates -maldad como ignorancia-, Rousseau -bondad natural del hombre-, Concepción Arenal -"odia al delito y compadece al delincuente", "abrid escuelas y se cerrarán cárceles"-) de las concepciones progresistas de la educación y la psicología, lo que implica que entender cualquier comportamiento antisocial como el resultado de un fracaso en la socialización, ante el que siempre debiera existir la posibilidad de una rectificación mediante reeducación o rehabilitación.
Superado el concepto de retaliación o venganza (privada -vindicta, vendetta- o pública -vindicta publica-) por el de justicia (iustitia); desde la perspectiva garantista el fin de la pena ha de ser la reintegración del reo en la sociedad tras el cumplimiento de su condena, o incluso sin necesidad de ello, modulando su forma de cumplimiento (permisos penitenciarios, grados de régimen penitenciario, libertad condicional, remisión de condena, indultos parciales o totales -lo que antiguamente se denominaban "medidas de gracia"-, etc.) El término resocialización no es correcto usarlo como sinónimo del término reinserción por cuanto el primero es un proceso del que participa el privado de la libertad para llegar finalmente a la reinserción como fin último y siendo este una etapa del proceso en mención.
La pena de muerte y la cadena perpetua son incompatibles con esta concepción jurídica, puesto que implican la imposibilidad de reinserción. Por otra parte, la reincidencia en el delito es vista como un fracaso de las medidas de reinserción. Existe un debate a todos los niveles (tanto intelectual y jurídico como social y político) sobre la conveniencia o incluso sobre la mera posibilidad o imposibilidad de la reinserción, especialmente para algunos delitos o para algunos delincuentes (por ejemplo, el caso de los psicópatas), y atendiendo a otros fines de la pena: la expiación, la retribución a las víctimas, la seguridad y la prevención general. El 69 % de los presos no vuelve a reincidir tras salir de la cárcel.
La reinserción social se centra en la adquisición de habilidades laborales además de la privación de libertad, con el objetivo de fortalecer de la autoestima y la confianza en uno mismo.

## Crítica
La función resocializadora de la pena ha recibido varias críticas. Por ejemplo, el penalista Antonio García-Pablos de Molina ha señalado:

En el otro lado de la polémica, son, también, muchas las voces que se alzan contra la «resocialización». Desde una perspectiva liberal se le dirigen las mismas objeciones que los partidarios de las teorías absolutas dirigían a los partidarios de la prevención especial como fundamento único de la pena.
Antonio García-Pablos de Molina. «La supuesta función resocializadora del Derecho penal: utopía, mito y eufemismo». Anuario de derecho penal y ciencias penales, ISSN 0210-3001, Tomo 32, Fasc/Mes 3, 1979. p.646